# Kemar Lawrence
Kemar „Taxi“ Michael Lawrence (* 17. September 1992 in Kingston) ist ein jamaikanischer Fußballspieler auf der Position eines Abwehrspielers.
Seit Februar 2020 spielt er beim belgischen Erstdivisionär RSC Anderlecht. Bereits 2013 wurde er erstmals von Winfried Schäfer in die jamaikanische Fußballnationalmannschaft einberufen. Bis März 2021 spielte er bei 60 Länderspielen, wobei er drei Treffer erzielte.

## Vereinskarriere

### Karrierebeginn in der Heimat
Kemar Lawrence wurde am 17. September 1992 als Sohn des ehemaligen Torhüters Orville „Tutus“ Edwards, der in den 1970ern und 1980ern als einer der besten karibischen Torhüter galt, in der jamaikanischen Hauptstadt Kingston geboren. Sein Vater starb kurz vor seinem 13. Geburtstag im Jahre 2005 53-jährig an einem Nierenleiden; ihm zu Ehren wird alljährlich ein Gedenkturnier, das sogenannte Orville Edwards Memorial Football Festival, ausgetragen. Im Jahre 2003 schloss er sich dem Nachwuchsbereich des lokalen Rae Town FC, dessen Herrenmannschaft zumeist in der Zweitklassigkeit vertreten ist, an. Von dort kam er 2007 in die Jugend des Hauptstadtklubs Harbour View FC, dessen Herrenteam am Ende dieses Spieljahres zum zweiten Mal in der über 30-jährigen Vereinsgeschichte den jamaikanischen Fußballmeistertitel errang. Parallel dazu besuchte er ab 2006 bis 2010 auch die Donald Quarrie High School am Südufer des Kingstoner Stadtteils Harbour View. Im Nachwuchs von Harbour View hielt es ihn bis einschließlich 2008, ehe er den Sprung in den Erwachsenenbereich schaffte und ab der Saison 2008/09 erstmals in der National Premier League in Erscheinung trat und die Saison mit der Mannschaft auf Rang drei abschloss. 2009/10 schloss er mit seinem Team als Meister ab.
In der Spielzeit 2010/11 kam er noch in der Hälfte der Spielzeit zum Einsatz und brachte es dementsprechend auf 19 Ligaeinsätze, in denen er selbst allerdings torlos blieb und das Jahr mit der Mannschaft auf dem sechsten Tabellenrang abschloss. Auch 2012/13 kam er nicht zu vielen Einsätzen und kam bis zum Saisonende, als Harbour View auf dem ersten Tabellenplatz rangierte, auf eine Bilanz von 14 Erstligaeinsätzen, in denen er persönlich torlos blieb. Die reguläre Spielzeit 2013/14 schloss Lawrence, der selbst zu 17 torlosen Einsätzen kam, mit dem Team auf dem zweiten Tabellenplatz ab, schied aber im Halbfinale der Meisterschafts-Play-offs mit 0:1 gegen Montego Bay United aus, weshalb er mit der Mannschaft nur den dritten Gesamtrang belegte. Zu Beginn der Spielzeit 2013/14 wurde er erstmals in die A-Nationalmannschaft seines Heimatlandes berufen und gab für diese im November 2013 gegen Trinidad und Tobago sein offizielles Debüt für die Reggae Boyz, so der Spitzname des Teams. Nachdem er im Januar 2014 zum jamaikanischen Markenbotschafter von PepsiCo ernannt wurde, wurde er in diesem Jahr auch zur erstmals veranstalteten MLS Caribbean Combine, die in Zusammenarbeit der Major League Soccer mit der Caribbean Football Union ins Leben gerufen wurde, eingeladen und war dabei neben Jermaine Woozencroft einer von nur zwei jamaikanischen Spielern. Dies war nach 2009, als er am Aufenthaltsprogramm des USL-First-Division-Teams Vancouver Whitecaps teilnahm, das zweite Mal, dass er für ein nordamerikanisches Profiteam zur Probe antrat.

### Wechsel in die Vereinigten Staaten
Im Juli 2014 absolvierte er zudem noch ein zweiwöchiges Probetraining beim MLS-Franchise D.C. United, bei dem zu diesem Zeitpunkt mit Michael Seaton bereits ein Jamaikaner unter Vertrag stand. Er beendete das Training ohne vom Klub ein konkretes Angebot bekommen zu haben. Zu verhältnismäßig wenigen Einsätzen kam der Abwehrspieler daraufhin in der Saison 2014/15, als er es auf lediglich zwölf Meisterschaftseinsätze und zwei Treffer brachte und mit der Mannschaft auf Platz fünf abschloss. Noch vor diesem Saisonabschluss ließ das Major-League-Soccer-Franchise New York Red Bulls am 16. März 2015 verlautbaren, den 22-Jährigen unter Vertrag genommen zu haben. Sein Ligadebüt gab er dabei bereits eine Woche später, als er am 22. März 2015 bei einem 2:0-Heimsieg über den Rivalen D.C. United über die vollen 90 Spielminuten am Rasen stand. Am 18. Oktober 2015 gelang ihm bei einem 4:1-Sieg über Philadelphia Union sein erster Treffer in der höchsten nordamerikanischen Fußballliga, womit er dem Team zum ersten Platz in der Regular Season verhalf. Wenig später beendete er das Spieljahr mit dem Team mit sieben Punkten Vorsprung auf die Columbus Crew auf Rang eins der regulären Spielzeit und schied mit der Mannschaft in den Conference-Finals mit einem Gesamtscore von 1:2 aus Hin- und Rückspiel gegen besagten Klub aus Columbus, Ohio, aus. Bis zum Saisonende hatte es der mittlerweile 23-jährige jamaikanische Defensivakteur auf 23 Ligaeinsätze, einen Treffer und vier Torvorlagen gebracht; hinzu kamen auch noch vier Einsätze in den Halbfinalen und Finalen der MLS Cup Playoffs. Zum Saisonende gewann er mit den New York Red Bulls auch noch den MLS Supporters’ Shield als punktbeste Mannschaft der regulären Saison.

### RSC Anderlecht
Ende Januar 2020 wechselte er zum belgischen Erstdivisionär RSC Anderlecht. Erstmals stand er am 7. März 2020 im Spiel gegen SV Zulte Waregem für vier Minuten auf dem Platz. Danach wurde die Division 1A aufgrund der COVID-19-Pandemie abgebrochen. In der Saison 2020/21 bestritt er 15 von 34 möglichen Liga- und eins von vier möglichen Pokalspielen für den RSC Anderlecht und schoss dabei ein Tor.

### Toronto FC
Anfang Mai 2021 wurde sein Vertrag vorzeitig aufgelöst, und Lawrence wechselte zum kanadischen Verein Toronto FC, wo er einen Vertrag bis 2024 unterschrieb.

## Nationalmannschaftskarriere

### Juniorennationalspieler und A-Debüt
Nachdem er bereits für die U-17-Auswahl seines Heimatlandes aufgelaufen war, kam er ab 2010 auch für die jamaikanische U-20-Nationalmannschaft zum Einsatz. Im Jahre 2011 nahm er an der CONCACAF U-20-Meisterschaft in Guatemala teil, wofür sich das Team als Gruppensieger der Gruppe C der karibischen Qualifikationsphase qualifiziert hatte. Dort schied die Mannschaft allerdings bereits nach zwei Spielen gegen Guatemala und Honduras als Gruppenletzter der Gruppe A vom laufenden Turnier aus. Im Juli 2013 holte ihn Nationaltrainer Winfried Schäfer für Trainingscamps in die A-Nationalmannschaft Jamaikas. Nachdem er erstmals im September 2013 für ein Viertrundenqualifikationsspiel zur WM 2014 gegen Panama einberufen wurde, gab er am 15. November 2013 in einem freundschaftlichen Länderspiel gegen Trinidad und Tobago sein offizielles Debüt für die Reggae Boyz, so der Spitzname des jamaikanischen Nationalteams. Danach folgten ein weiterer Einsatz gegen Trinidad und Tobago vier Tage später, sowie zwei siegreiche freundschaftliche Länderspiele gegen Barbados und St. Lucia Anfang März 2014. Ende Mai und Anfang Juni 2014 nahm Lawrence mit den Reggae Boyz an der internationalen Tour gegen Serbien, Schweiz, Ägypten und Frankreich teil. Nach zwei knappen Niederlagen gegen Serbien und die Schweiz, sowie einem 2:2-Remis gegen Ägypten, ereilte die Mannschaft beinahe eine neue Rekordniederlage, als man gar mit 0:8 gegen die übermächtig wirkenden Franzosen verlor.

### Karibikmeister und vielfach eingesetzte Stammkraft
Nach einer Niederlage in einem Freundschaftsspiel gegen Kanada im September, als er auch seinen ersten Treffer beisteuerte, und einer weiteren Niederlage in einem Freundschaftsspiel gegen Japan im Oktober 2014, holte ihn Schäfer in den jamaikanischen 23-Mann-Kader, der an der Karibikmeisterschaft 2014 vor eigenem Publikum teilnahm. Als Gruppensieger der Gruppe B bezwang Jamaika im Finale den Gruppensieger der Gruppe A, Trinidad und Tobago, mit 4:3 nach dem Elfmeterschießen und errang den sechsten Karibikmeistertitel in seiner Geschichte. Nach zwei Siegen in freundschaftlichen Länderspielen gegen Venezuela und Kuba Ende März 2015 war er im Juni 2015 im 23-Mann-starken jamaikanischen Aufgebot bei der Copa América 2015. Die in Chile ausgetragene Copa América 2015, bei der Jamaika wie auch Mexiko als Gastmannschaften teilnahmen, durchlief Lawrence daraufhin als Stammkraft und wurde in allen drei Spielen seiner Mannschaft bis zum Ausscheiden in der Gruppenphase eingesetzt. Beim gleich anschließend im Juli 2015 ausgetragenen CONCACAF Gold Cup 2015 war auch Mitglied des 23 Mann starken jamaikanischen Aufgebotes unter der Regie des Deutschen Winfried Schäfer. Bei dieser in den Vereinigten Staaten und Kanada ausgetragenen Endrunde kam Jamaika bis ins Finale, wo man nach einer 1:3-Niederlage gegen den Rekordmeister Mexiko ausschied. Aufgrund dieser Platzierung und des Gewinns der Karibikmeisterschaft 2014 qualifizierte sich Jamaika auch für die Copa América Centenario 2016, einer Sonderausgabe der Copa América zum 100-jährigen Bestehens des südamerikanischen Fußballverbandes CONMEBOL um die Ausspielung der südamerikanischen Kontinentalmeisterschaft.
Anfang September 2015 holte ihn der seit zwei Jahren amtierende Cheftrainer Winfried Schäfer in den 27-Mann-Kader für die zwei Qualifikationsspiele zur WM 2018 gegen Nicaragua wobei er vom Deutschen in beiden Partien eingesetzt wurde. Nachdem er ein freundschaftliches Länderspiel gegen Südkorea Mitte Oktober 2015 auslassen musste, wurde er im November 2015 in zwei WM-Qualifikationsspielen der vierten Runde, einer Gruppenphase, gegen Panama und Haiti wieder eingesetzt. Somit kam der vielfach eingesetzte Defensivakteur, der rasch zu einer Stammkraft in der Abwehrreihe seines Heimatlandes avancierte, bis Ende 2019 58 offiziellen Länderspielen, in denen er selbst insgesamt drei Treffer erzielte.

## Erfolge

### Vereinserfolge
mit dem Harbour View FC
- 2× Jamaikanischer Vizemeister: 2009/10 und 2012/13

mit den New York Red Bulls
- 1× Sieger der Regular Season der Major League Soccer: 2015
- 1× Gewinner des MLS Supporters’ Shield: 2015

### Nationalmannschaftserfolge
- 1× Karibikmeister: 2014
- 1× CONCACAF-Gold-Cup-Finalist: 2015